# 小野晴香
小野 晴香（おの はるか、1987年〈昭和62年〉11月24日 - ）は、女性アイドルグループ・SKE48の元メンバーである。大分県大分市出身。

## 略歴
- 2008年7月31日、『SKE48オープニングメンバーオーディション』に合格（応募総数2,670名、最終合格者22名）。オーディションに合格後名古屋へ転居した[1]。
- 2008年10月5日、『チームS 1st Stage「PARTYが始まるよ」』公演において選抜メンバー16名のうちの一人として公演デビュー。
- 2009年3月、選抜メンバー16名がチームSへ移行し、チームSのメンバーとなる。
- 2011年11月9日、7thシングル「オキドキ」で選抜メンバーとなる[2]。
- 2012年3月4日、本人の申し出によりSKE48を卒業することを発表[3]。
- 2012年3月26日、SKE48劇場では最終出演となる卒業公演が行われた[4]。
- 2012年3月31日、SKE48を卒業[5]。
- 2012年5月26日、パシフィコ横浜で開催された「片想いFinally」全国握手会をもって、SKE48での活動を終了した[6][7] 。
- 2017年6月13日、みらいくーるに所属し芸能活動を再開することを発表。同時にガールズバンドのボーカルとして活動することも発表された。

## 人物
- 愛称、はるか、フレッシュ総長[2]。SKE48の桑原みずき他一部のメンバーからはAKB48・片山陽加の愛称でもある「はーちゃん」と呼ばれていた[1]。
- キャッチフレーズは「あなたが欲しいのは金の斧? 銀の斧? それともハルカオノ?」「（観客と）ハルカオノー!」[2]。
- 趣味はカラオケである。レパートリーは50曲を超える[8]。
- 大分市立王子中学校出身[9]。指原莉乃は中学校の後輩で、指原の兄と同級生であった[10]。

## SKE48在籍時の参加曲

### シングルCD選抜曲
- 強き者よ
- 「青空片想い」に収録
  - バンジー宣言 - 「チームB.L.T.」名義
- 「ごめんね、SUMMER」に収録
  - 少女は真夏に何をする? - 「アンダーガールズA」名義
- 「1!2!3!4! ヨロシク!」に収録
  - コスモスの記憶 - 「白組」名義
  - そばにいさせて
- 「バンザイVenus」に収録
  - 卒業式の忘れもの - 「白組」名義
- 「パレオはエメラルド」に収録
  - ときめきの足跡 - 「白組」名義
  - 積み木の時間
- オキドキ
  - 初恋の踏切
- 「片想いFinally」に収録
  - はにかみロリーポップ - 「白組」名義
  - 今日までのこと、これからのこと

### アルバムCD選抜曲
AKB48名義
- 『ここにいたこと』に収録
  - ここにいたこと

### 劇場公演ユニット曲
チームS 1st Stage「PARTYが始まるよ」公演
- キスはダメよ

 チームS 2nd Stage「手をつなぎながら」公演
- この胸のバーコード（1st UNIT）
- チョコの行方（2nd UNIT）

 チームS 3rd Stage「制服の芽」公演
- 万華鏡
- 思い出以上（2ndユニット）

## 作品

### 映像作品
- 小野晴香 セカンド ステージ（2013年11月13日） - EAN 4907953093966。

## 出演

### テレビドラマ
- トミカヒーロー レスキューファイアー 第42話（2010年1月16日、テレビ東京） - 女子高生 役
- モウソウ刑事!（2011年1月、東海テレビ）

### バラエティ
- 地元応援バラエティ このへん!!トラベラー（2009年8月3日、福岡放送、 10月13日・12月30日（生放送2時間スペシャル）2011年6月7日・14日、中京テレビ）
- でらSKE〜夜明け前の国盗り48番勝負（2010年4月5日 - 2011年5月4日、TBS）
- 知って解決!SKEっとネット（2010年6月21日、NHK総合・名古屋放送局制作）
- スター姫さがし太郎（2011年6月4日・11日・8月20日・27日・9月3日、テレビ東京）
- SKE48の世界征服女子（2011年10月3日 - 2012年4月18日・不定期出演、中京テレビ）

### その他のテレビ番組
- 世界コスプレサミット2009〜真夏だぜ!クールジャポン爆笑祭〜（2009年8月8日、テレビ愛知）

### ラジオ
- よしもとオンライン大阪 よしもと○○同好会（2009年1月、MBSラジオ）- 月曜日1月アシスタント。
- SKE48 観覧車へようこそ!!（2009年5月11日 - 不定期出演、CBCラジオ）

### CM
- 楽天モバイル（2017年9月23日 - ） - 東海エリア限定